# Röda guerezor
Röda guerezor (Piliocolobus) är ett släkte i familjen markattartade apor med nio arter.

## Kännetecken
Arternas päls är vanligen svart eller brun på ryggen. Extremiteterna och huvudet är röd- eller gråaktiga. Bukens färg är rödgul, grå eller vit. Hos en del arter finns vita hår kring ansiktet. Honor är mindre än hannarna men har annars likadant utseende. Som anpassning till livet i träd har de bara en rudimentär tumme. Dessa djur når en kroppslängd (huvud och bål) mellan 45 och 67 centimeter och därtill kommer en 52 till 80 centimeter lång svans. Vikten ligger mellan 5 och 11 kilogram.

## Utbredning och habitat
Släktet förekommer i centrala Afrika. Utbredningsområdet sträcker sig från Senegal över Kongo-Kinshasa till Tanzania. Habitatet utgörs av regnskogar eller träskskogar, ibland förekommer de i glest trädbevuxna savanner. De vistas ofta i närheten av vattenansamlingar.

## Levnadssätt
Röda guerezor är aktiva på dagen och har bra förmåga att klättra och hoppa från gren till gren. De bildar större grupper av 20 till 80 individer (oftast omkring 50) som består av några hannar och två- till tre gånger fler honor. I gruppen finns en utpräglad hierarki som visar sig genom valet av sovplatser, av föda och genom rätten att para sig. Grupperna har ett revir som är 8 till 130 hektar stort men gränserna är inte så noga.
Födan utgörs främst av unga blad, frukter, frön och andra växtdelar.

## Fortplantning
För röda guerezor är inga särskilda parningstider kända. Efter dräktigheten som varar i 4,5 till 5,5 månader föds vanligen en enda unge. I motsats till arter från släktet Colobus är bara modern och inte andra honor i flocken ansvarig för ungens uppfostring. Hos Procolobus kirkii slutar honan med digivning efter ett till tre år.
Efter könsmognaden (4 till 5 år efter födelsen) eller något tidigare lämnar ungar av båda könen sin ursprungliga flock. Unga honor blir lätt accepterade av en annan flock. För unga hannar är det betydligt svårare att hitta en ny flock.

## Systematik

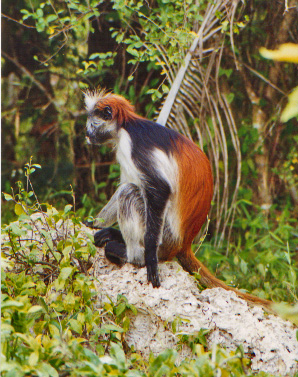
P. kirkii

Gruppens systematik är inte helt klarlagd. Tidigare räknades de röda guerezorna tillsammans med den gröna guerezan till släktet Procolobus men idag klassificeras de i ett eget släkte, Piliocolobus. Även antalet arter är omstritt då många underarter betraktas som självständiga arter. Enligt Wilson & Reeder 2005 har släktet nio arter. Svenska namn enligt S. Ulfstrand (1996).
- Piliocolobus badius (Röd guereza), från Senegal till Ghana.
- P. foai, i norra Kongo-Kinshasa och angränsande regioner.
- P. gordonorum, kring bergsregionen Udzungwa i Tanzania.
- P. kirkii, endemisk för ön Zanzibar.
- P. pennantii (Pennants guereza), finns med tre underarter i Nigeria, Ekvatorialguinea och Kongo-Brazzaville.
- P. preussi (Kamerunguereza), i Kamerun nära gränsen till Nigeria.
- P. rufomitratus (Tanaflodens guereza), vid floden Tana i Kenya.
- P. tephrosceles, i Uganda och angränsande regioner.
- P. tholloni, i centrala Kongo-Kinshasa.

## Hot
Arterna hotas av habitatförlust och av jakt för köttets skull. IUCN listar arterna fortfarande under släktet Procolobus och klassificerar två arter som akut hotade (CR), tre arter som starkt hotade (EN) och bara Piliocolobus rufomitratus som livskraftig (LC).